# XXIV век
XXIV (два́дцать четвёртый) век  по григорианскому календарю — век с 1 января 2301 года по 31 декабря 2400 года. Это 4-й век 3-го тысячелетия.  Он наступит через 276 лет.

## Ожидаемые астрономические события
- 11 сентября 2307 года — В 22:50 (время по UTC), Венера покроет Уран.
- 13 июля 2311 года — Макемаке совершит первый оборот с момента открытия (с 31 марта 2005 года), его период вращения вокруг Солнца длится 306 земных лет.
- 2313 год — Тройное соединение Марс — Юпитер.
- 2319 год — Тройное соединение Марс — Сатурн.
- 4 июня 2327 года — В 00:54 (UTC), Венера покроет Марс.
- 8 октября 2335 года — В 14:51 (UTC), Венера покроет Юпитер.
- 7 апреля 2351 года — В 17:22 (UTC), Меркурий покроет планету Уран.
- 13 декабря 2360 года — Прохождение Венеры по диску Солнца[1].
- 10 декабря 2368 года — Прохождение Венеры по диску Солнца[2].
- 2388 год — Тройное соединение Марс — Сатурн.
- 11 мая 2391 года — Частичный транзит Меркурия по диску Солнца.
- 17 ноября 2400 года — Венера покроет Антарес (α Скорпиона). Последний раз покрытие Антареса Венерой состоялось 17 сентября 525 года до н. э.